# Heoclisis japonica
Heoclisis japonica är en insektsart som först beskrevs av Hagen 1866.  Heoclisis japonica ingår i släktet Heoclisis och familjen myrlejonsländor. Inga underarter finns listade i Catalogue of Life.